# Consuelo Castillo de Sánchez Latour
Consuelo Castillo de Sánchez Latour (7 tháng 2 năm 1924 tại Chiquimula – 11 tháng 7 năm 2015 tại Thành phố Guatemala) là một nhà văn, nhà biên niên sử và nhà báo người Pháp gốc Guatemala. Cô nói thông thạo tiếng Tây Ban Nha, tiếng Anh, tiếng Pháp và Esperanto.
Vào tháng 12 năm 1958, Consuelo Sanchez Latour, được liệt kê là ứng cử viên cho "Người phụ nữ của năm" trong cuộc thi do Prensa Libre quảng bá. Người ta tin rằng Consuelo Sanchez là một thành viên gia đình xa xôi của Enrique Gómez Carrillo. Consuelo Sanchez cũng quảng bá ngôn ngữ Esperanto ở Guatemala cùng với các trí thức và giáo viên khác.